# 873
873(팔백칠십삼)은 872보다 크고 874보다 작은 자연수다.

## 수학
- 합성수로, 그 약수는 1, 3, 9, 97, 291, 873이다. 진약수의 합은 401이므로, 873은 부족수다.
- {\displaystyle 873=1!+2!+3!+4!+5!+6!}
  - 6의 계승({\displaystyle 6!})까지의 합이다.
- {\displaystyle 873=12^{2}+27^{2}}
- {\displaystyle 98^{2}-1}은 873으로 나누어떨어진다.

## 과학
- NGC 873: 고래자리 방향에 있는 나선은하.

## 교통
- 873번 홋카이도도(일본어판)

## 군사
- U-873(영어판, 독일어판): 제2차 세계 대전에 사용된 나치 독일의 군용 잠수함.

## 문화유산
- 대한민국의 보물 제873호: 정선필 육상묘도

## 기타
- 연도: 873년, 기원전 873년